# Daniel Usvat
Daniel Usvat (n. 2 noiembrie 1973, Oradea) este un fost jucător român de fotbal a activat pe postul de mijlocaș.

### Activitate
- FC Bihor Oradea (1994-1995)
- Farul Constanța (1995-1996)
- Szombathelyi Haladás (1996-1997)
- Budapesti VSC (1997-1999)
- Cegledi VSE (1999-2000)
- Nagykanizsai Olajbányász (2000-2000)
- Videoton FC (2000-2002)
- Balaton FC (2002-2004)
- Lombard-Pápa TFC (2004-2005)